# Stanisławczyk (obwód kijowski)
Stanisławczyk (ukr. Станіславчик) – wieś na Ukrainie, w obwodzie kijowskim, w rejonie białocerkiewskim, w hromadzie Stawyszcze. W 2001 liczyła 748 mieszkańców.

## Urodzeni
- Jefim Bogolubow – radziecki i niemiecki szachista.